# Fuchsia magellanica

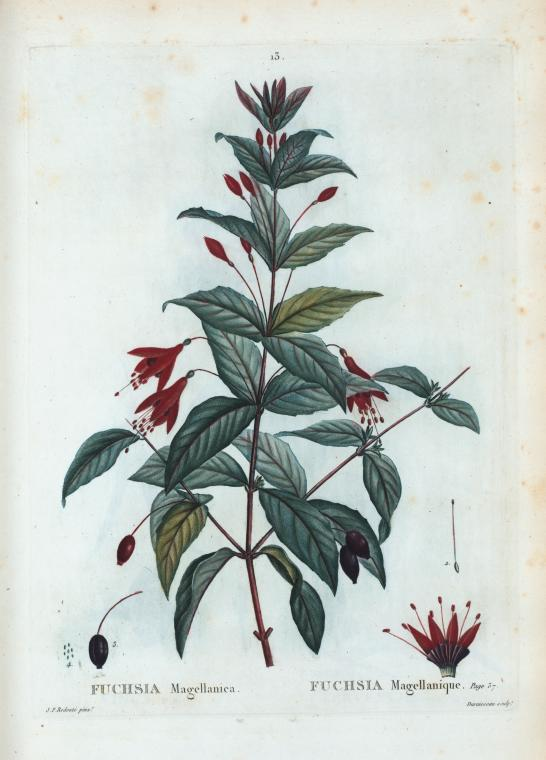
Ilustração científica.

Fuchsia magellanica Lam., 1788, conhecida pelo nome comum de chilco, é um arbusto da família Onagraceae originário do sul da Argentina e do Chile, onde ocorre próximo de cursos de água. A espécie é cultivada como planta ornamental e é uma das espécies hibridadas na obtenção do brinco-de-princesa.

## Descrição
F. magellanicaé um arbusto perenifólio que cresce até cerca de 2-4 metros de altura, com ramos delgadas que nascem desde a base do tronco.
As folhas são de forma lanceolada, com pecíolo avermelhado, agrupadas em verticilos.
As flores são pentâmeras, com grandes sépalas abertas de coloração vermelha, que ultrapassam o comprimento das pequenas pétalas de coloração violeta. As flores apresentam 8 estames com cerca de 2 cm de comprimento e coloração avermelhada ou violeta. O fruto é uma baga comestível que procede de um ovário em posição inferior.
A variedade molinae (mais conhecida como alba) apresenta flores de sépalas brancas e pétalas branco-rosados. Esta variedade é nativa da ilha de Chiloé tendo sido registada pela primeira vez na Comuna de Castro.
A variedade eburnea apresenta flores de sépalas brancas com a parte basal rosada e pontas verdes, pétalas de coloração violeta e tubo floral rosado a vermelho. É uma variedade em perigo de extinção, nativa da Patagónia chilena. Foi descrita com base em exemplares recolhidos na ilha Englefield no golfo de Otway, encontrando-se também exemplares na Península Antonio Varas e nos arredores de Mañihuales.
No seu território de origem ocorre em áreas de clima temperado, com um amplo intervalo de precipitações. Vive preferentemente nas proximidades de cursos de água e em sítios com abundância de sombra. Suporta bem o encharcamento.
Na zona austral do Chile (Patagónia Ocidental) cresce na bordadura dos bosques.
Está naturalizada no Reino Unido e na Bolívia, regiões onde foi introduzida para jardinagem.
A espécie é amplamente utilizada em jardinagem, como planta ornamental, devido ao colorido e forma das suas flores. Muitos dos cultivares existentes de Fuchsia são híbridos de espécie com outra do género, em geral com origem em climas mais quentes, já que o seu principal uso como fonte de hibridação se deve à sua resistência ao frio.
A espécie é também usada na cultura mapuche para fins medicinais, em geral ligados ao tratamento tradicional das moléstias próprias da menstruação, e como colorante negro ou cinza para tingir lãs.
O fruto é uma baga comestível. Um cogumelo que cresce sobre os seus troncos e raízes, designado no sul do Chile por "milcao de monte", também é comestível.
A espécie Fuchsia arborescens foi descrita por John Sims e publicada em Encyclopédie Méthodique, Botanique 2(2): 565–566. 1788. A etimologia do nome genérico Fuchsia, criado por Charles Plumier em finais do século XVII, deriva do nome do botânico alemão Leonhart Fuchs (1501-1566) e do epíteto específico magellanica tem origem geográfica, aludindo à região em torno do Estreito de Magalhães, de onde a planta é nativa.
Dado o seu polimorfismo e facilidade com que hibridiza, o binome da espécie tem uma rica sinonímia:
- Dorvalla eucharis Comm. ex Lam.
- Fuchsia araucana Phil. 1876
- Fuchsia coccinea Sol.
- Fuchsia coccinea robustior Hook.f.
- Fuchsia gracilis Lindl.
- Fuchsia gracilis macrostema (Ruiz & Pav.) Lindl.
- Fuchsia macrostema Ruiz & Pav.
- Fuchsia magellanica macrostema (Ruiz & Pav.) Munz
- Fuchsia riccartoni Hort.
- Thilcum tinctorium Molina

## Galeria

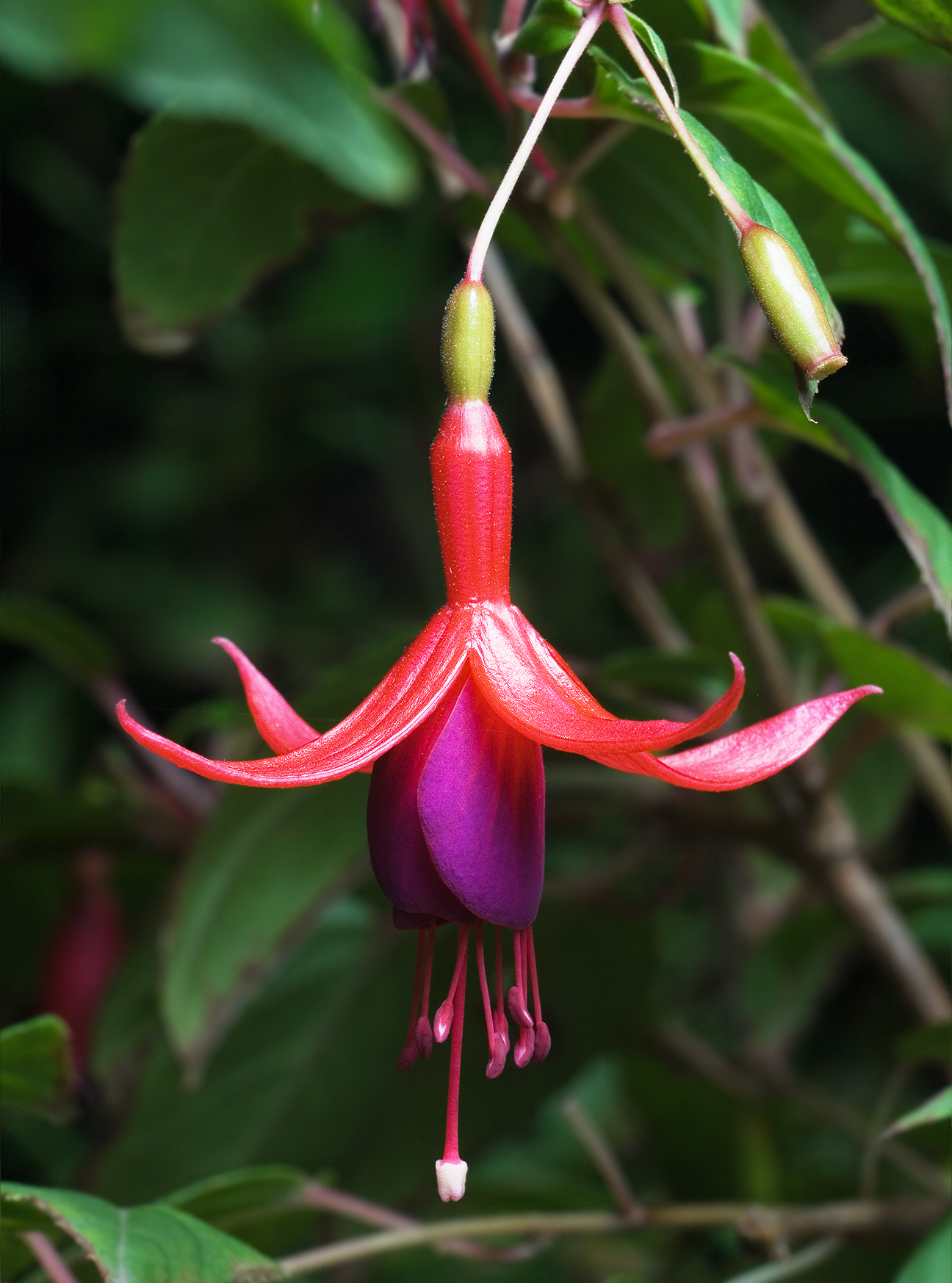
Detalhe da flor.
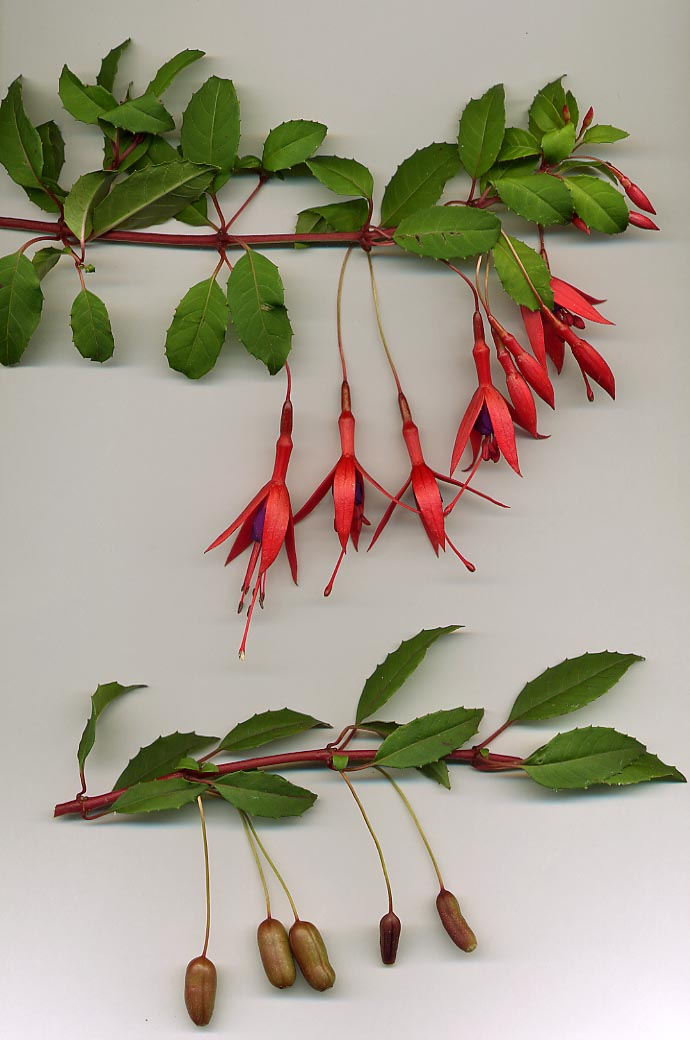
Ramos com flores e frutos de Fuchsia magellanica
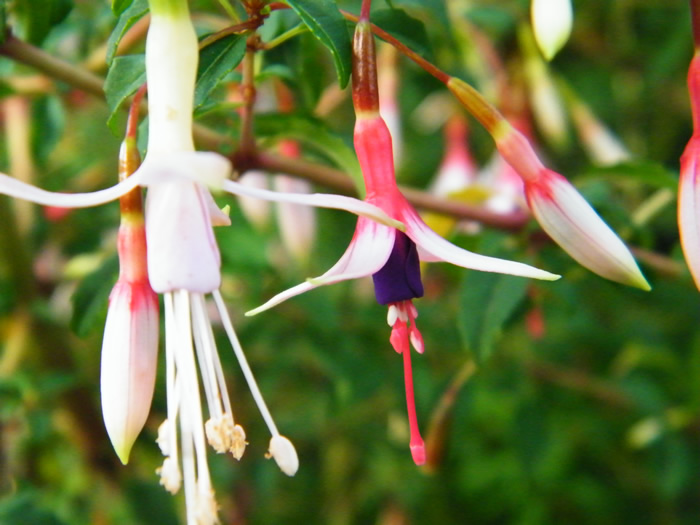
Variedades 'molinae' e 'eburnea'.